# 사가라 류노스케
사가라 류노스케(일본어: 相良 竜之介, 2002년 8월 17일~)는 일본의 축구 선수이다.

## 구단 경력
그는 2020년 J1리그의 사간 도스에 입단했다. 2022년까지 17경기에 출전하여, 1득점을 넣었다. 2023년 J2리그의 베갈타 센다이로 이적했다.